# Bernadette Wynants
Pour les articles homonymes, voir Wynants.
Bernadette Wynants, née le 12 juillet 1959 à Waremme est une femme politique belge bruxelloise, membre d'Ecolo. 
Elle est docteur en sociologie; le 27.11.2009, elle devient présidente du CA de la RTBF durant toute la législature, jusqu'à l'automne 2014.

## Fonctions politiques
- Membre du Parlement de la Région de Bruxelles-Capitale de 1999 à 2004
- Membre du Parlement de la Communauté française de 1999 à 2004

## liens externes
- Article L'Avenir : Qui est B.Wynants ?